# Nederlandse kampioenschappen schaatsen afstanden 2012 - 1500 meter vrouwen
De 1500 meter vrouwen op de Nederlandse kampioenschappen schaatsen afstanden 2012 werd gehouden op zondag 6 november 2011 in ijsstadion Thialf te Heerenveen, er namen 22 vrouwen deel.
Titelverdedigster was Ireen Wüst die de titel pakte tijdens de NK afstanden 2011. Er waren vijf startplaatsen te verdienen voor de wereldbeker schaatsen 2011/2012, Ireen Wüst had als regerend wereldkampioene een beschermde status, net als Diane Valkenburg (tweede op het WK) en Jorien Voorhuis (derde op het WK).

## Statistieken

### Uitslag
| #      | Schaatsster            | Ploeg       | Tijd       |
| ------ | ---------------------- | ----------- | ---------- |
| Goud   | Ireen Wüst             | TVM         | 1.57,77    |
| Zilver | Marrit Leenstra        | Team Hart   | 1.57,91    |
| Brons  | Diane Valkenburg       | Control     | 1.59,31    |
| 4      | Margot Boer            | Team Liga   | 1.59,33    |
| 5      | Linda de Vries         | Team Liga   | 1.59,58    |
| 6      | Annouk van der Weijden | Team Op=Op  | 1.59,82    |
| 7      | Lotte van Beek         | Team Liga   | 2.00,17    |
| 8      | Annette Gerritsen      | Team Liga   | 2.00,21    |
| 9      | Jorien Voorhuis        | TVM         | 2.00,33    |
| 10     | Pien Keulstra          | Jong Oranje | 2.00,58 PR |
| 11     | Marije Joling          | Team Op=Op  | 2.00,60    |
| 12     | Laurine van Riessen    | Control     | 2.00,66    |
| 13     | Antoinette de Jong     | Jong Oranje | 2.00,73 PR |
| 14     | Roxanne van Hemert     | Team Hart   | 2.00,97    |
| 15     | Paulien van Deutekom   | Control     | 2.01,17    |
| 16     | Yvonne Nauta           | Team Hart   | 2.01,81    |
| 17     | Janneke Ensing         | BAM         | 2.01,90    |
| 18     | Reina Anema            | Jong Oranje | 2.02,36 PR |
| 19     | Thijsje Oenema         | Team Op=Op  | 2.02,48    |
| 20     | Lisette van der Geest  | Team Op=Op  | 2.02,96    |
| 21     | Miranda Dekker         | Gewest NH/U | 2.03,06    |
| 22     | Ingeborg Kroon         | Team Anker  | 2.03,31    |

### Loting
| Rit | Binnenbaan             | Buitenbaan            |
| --- | ---------------------- | --------------------- |
| 1   | Miranda Dekker         | Thijsje Oenema        |
| 2   | Reina Anema            | Antoinette de Jong    |
| 3   | Pien Keulstra          | Janneke Ensing        |
| 4   | Annette Gerritsen      | Marije Joling         |
| 5   | Paulien van Deutekom   | Yvonne Nauta          |
| 6   | Lotte van Beek         | Roxanne van Hemert    |
| 7   | Annouk van der Weijden | Lisette van der Geest |
| 8   | Ireen Wüst             | Margot Boer           |
| 9   | Ingeborg Kroon         | Linda de Vries        |
| 10  | Diane Valkenburg       | Marrit Leenstra       |
| 11  | Jorien Voorhuis        | Laurine van Riessen   |

1987 · 
1988 · 
1989 · 
1990 · 
1991 · 
1992 · 
1993 · 
1994 · 
1995 · 
1996 · 
1997 · 
1998 · 
1999 · 
2000 · 
2001 · 
2002 · 
2003 · 
2004 · 
2005 · 
2006 · 
2007 · 
2008 · 
2009 · 
2010 · 
2011 · 
2012 · 
2013 · 
2014 · 
2015 · 
2016 · 
2017 · 
2018 · 
2019 · 
2020 · 
2021 · 
2022 · 
2023 · 
2024 · 
2025